# Rima Hansteen
La Rima Hansteen è una struttura geologica della superficie della Luna.